# Argos (спутниковая система)

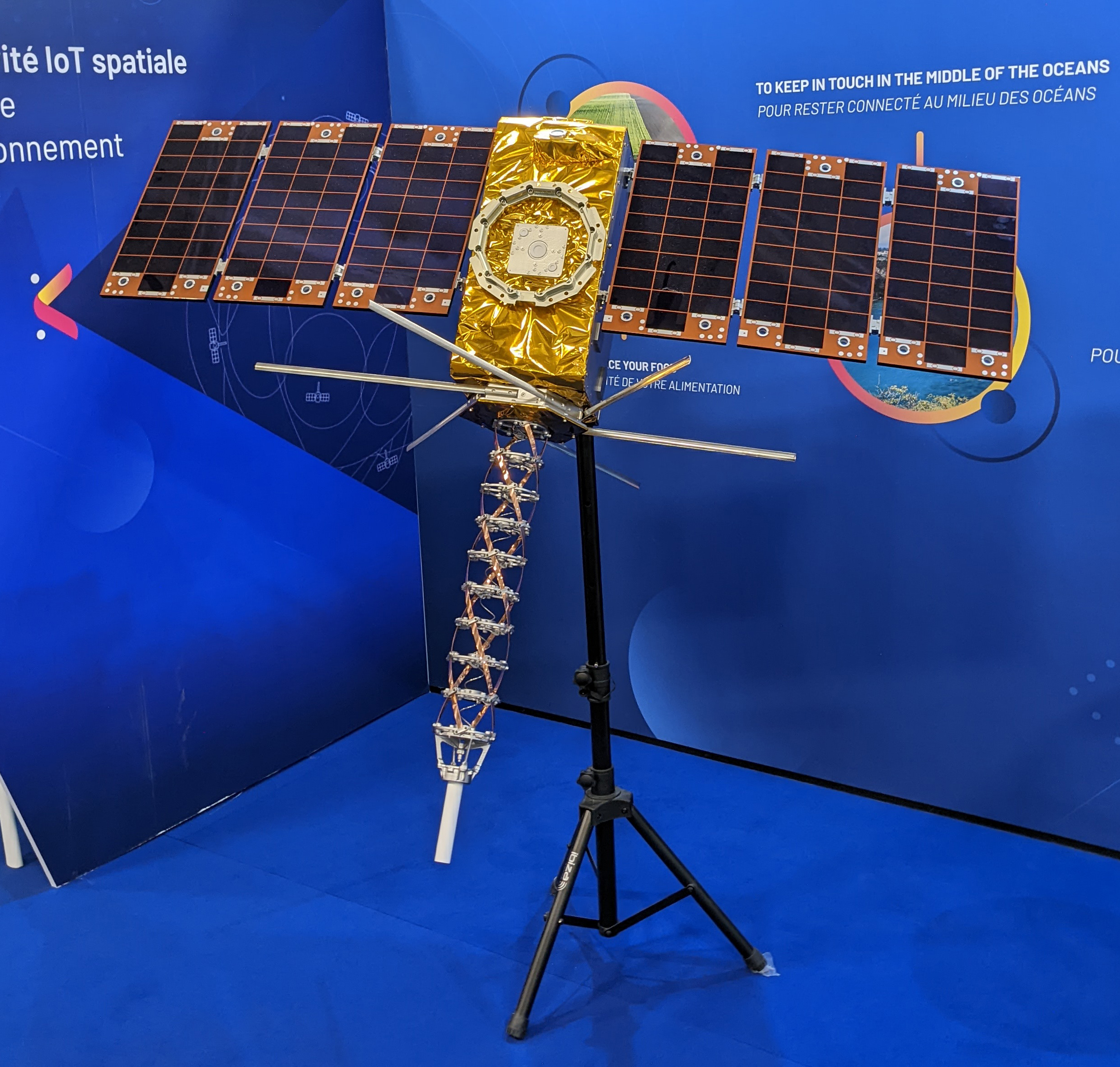
Спутник группировки Kinéis, работающей в системе Argos с 2024 года

Argos DCS (Argos Data Collection and location System, рус. Система сбора данных и определения местоположения Argos) — глобальная спутниковая система сбора, обработки и последующего распространения информации, получаемой с мобильных платформ по всему миру. Помимо сбора данных система позволяет отслеживать местоположение их источника. Система Argos была создана в рамках франко-американского сотрудничества в 1978 году, первоначально как инструмент сбора информации для метеорологических и океанографических исследований. Система находится под совместным управлением Национального управления океанических и атмосферных исследований США (NOAA) и французского Национального центра космических исследований (CNES). Партнёрами системы являются также Европейская организация спутниковой метеорологии (EUMETSAT) и Индийская организация космических исследований (ISRO). Пройдя через ряд последовательных модернизаций система Argos используется для сбора информации об окружающей среде, для изучения животного мира, в целях безопасности мореплавания, контроля рыболовства, мониторинга транспорта, и для других применений, где требуется сбор данных с мобильных объектов.

## Состав системы

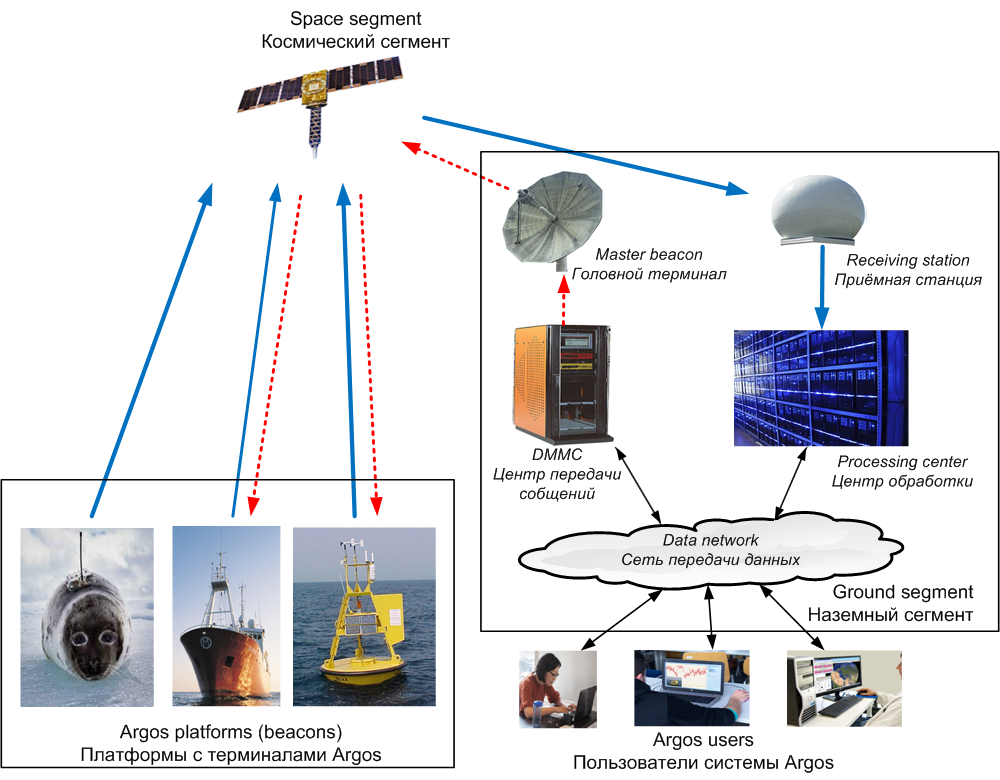
Взаимодействие сегментов системы Argos

В состав системы сбора данных и определения местоположения Argos входят:
- Платформы Argos, то есть любые собирающие и передающие информацию устройства, оснащенные передающим терминалом Argos (Platform transmitter terminal, PTT, также Beacon, рус. маяк), работающим на частоте 401.65 Мгц. Каждая платформа имеет собственный уникальный идентификатор длиной 28 бит. Начиная с этапа Argos NEXT (2002 год) возможна также двухсторонняя связь с платформами, имеющими специальные приёмопередающие терминалы (Platform messaging transceiver, PMT). Отправка сообщений со спутника на платформы происходит на частоте 465.9875 Мгц[7].
- Космический сегмент, ретранслирующее оборудования на спутниках, обращающихся на полярных орбитах, на высотах от 650 до 850 км, что обеспечивает полное покрытие поверхности Земли. Каждый спутник имеет зону покрытия диаметром 5000 км и способен принимать данные от всех платформ, находящихся в этой зоне во время его пролёта под ними. Над платформами, расположенными в приполярных областях, каждый из спутников проходит 14 раз в день, в экваториальной области — 6-7 раз в день. При наличии нескольких одновременно работающих спутников системы Argos частота их доступности с наземных платформ пропорционально увеличивается[8].
- Наземный сегмент, включающий:
  - Станции приёма, на которые передаётся принятая спутниками информация. Приёмные станции расположены, в Европе, США, Канаде, Южной Африке, Австралии, Новой Зеландии, Японии, на Гавайях, на о. Реюньон[8], строятся новые наземные станции[2]. Если в зоне покрытия спутника нет ни одной наземной станции, на которую он может сбросить принятые от платформ сообщения, то они сохраняются на его борту и передаются в тот момент, когда спутник пролетает над соответствующей станцией[4].
  - Центры обработки данных, собирающие информацию c приёмных станций, определяющие, если возможно, местоположение её источников, а также обрабатывающие информацию (включая проверку и фильтрацию ошибок) и предоставляющие её конечным пользователям. В систему входят два глобальных центра обработки — под Тулузой (Франция) и в Ларго (Мэриленд, США)[англ.]. Кроме того, в системе работают региональные центры обработки, находящиеся в Австралии и Японии. Начиная с этапа Argos-3 в систему был добавлен центр передачи сообщений (DMMC, Downlink Messages Management Center), через который пользователь системы может загружать данные на свои платформы, оснащенные приёмопередающими терминалами. Эти данные через так называемые «головные терминалы» (Master Beacon) передаются на спутники системы Argos и с них — на платформы, благодаря чему возможен удаленный контроль, настройка и перепрограммирование таких платформ[9].

Определения местоположения платформ в системе Argos основано на эффекте Доплера и его точность зависит от многих факторов — условий передачи сообщений во время прохода спутника над платформой, времени прохода спутника, относительных углов и скоростей движения спутника и платформы. Местоположение платформы может определено при приёме от неё не менее четырёх сообщений. Максимальная точность составляет 100—150 метров, минимальная — до 1000—1500 метров. В случае наличия ошибок при приёме сообщений от платформ определение их местоположения и его точность не гарантируется. Для более точного определения местоположения платформы могут оснащаться приёмниками GPS, информация от которых также передаётся в сообщениях Argos.

## Развитие системы

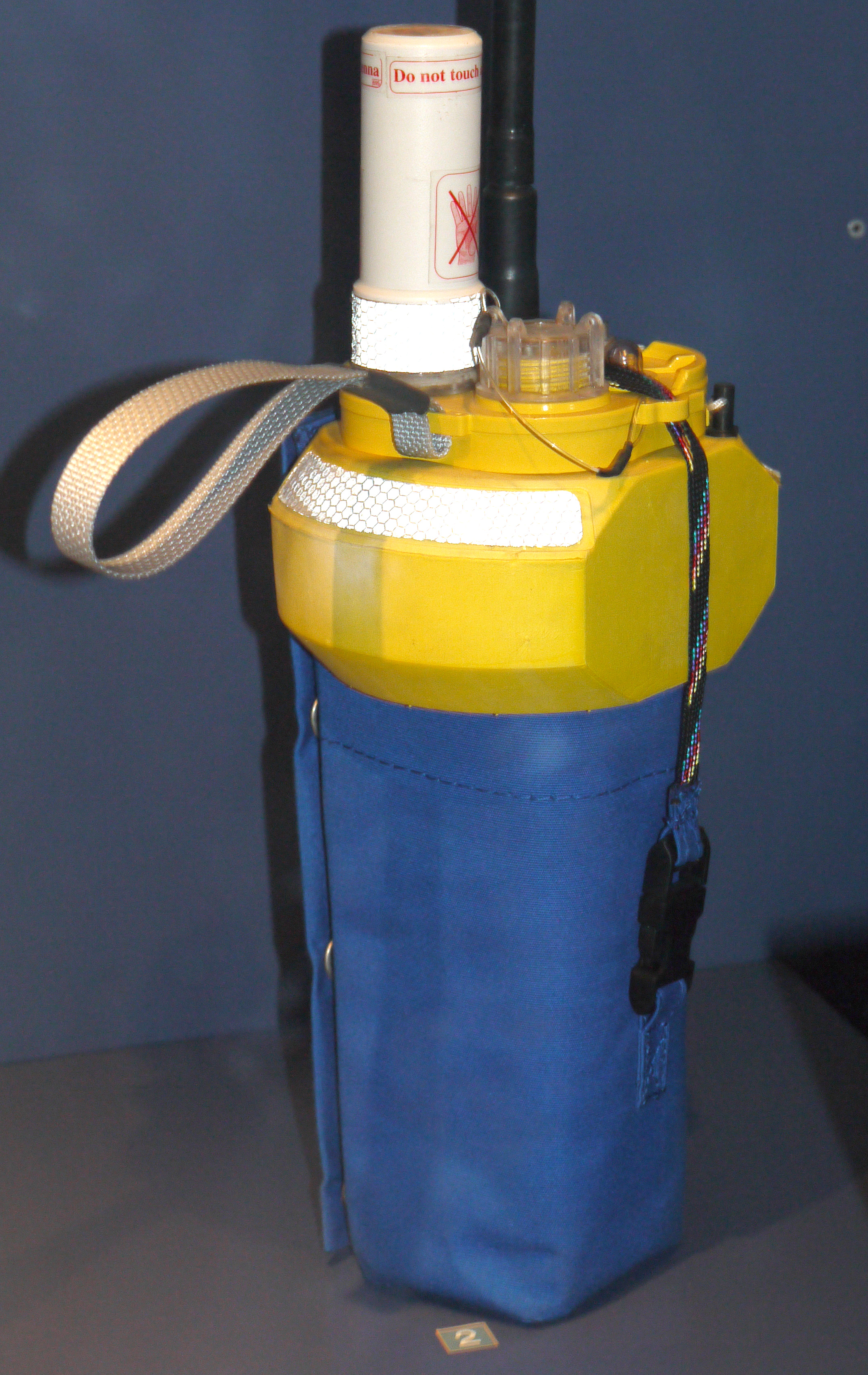
Буй с передатчиком системы Argos

### Первый этап
Работа системы Argos началась в 1978 году, тогда она рассматривалась как инструмент сбора информации с автономных датчиков, предназначенных для метеорологических и океанографических исследований (метеобуёв). Ретрансляторы сообщений Argos устаналивались на  метеорологических спутниках TIROS-N (NOAA-A) и с NOAA-6 по NOAA-14, запускавшихся в 1978—1995 годах. Полоса частот, выделяемая платформам для передачи данных, составляла 24 кГц, скорость передачи данных — 400 бит/с. Передача сообщений платформой происходила постоянно, с заранее заданным интервалом, выбираемым так, чтобы за время нахождения в зоне радиовидимости спутника сообщения были переданы по несколько раз для увеличения вероятности их надёжной доставки. Спутник обрабатывал до 4-х одновременно принимаемых сообщений.
В 1986 году для эксплуатации и сопровождения системы Argos французским Национальным центром космических исследований была создана компания CLS (Collecte Localisation Satellites), которая также стала предоставлять доступ к сбору данных через Argos на коммерческой основе, а впоследствии расширила свою деятельность и на другие области сбора данных и мониторинга с помощью космических средств.

### Argos-2
Реализация второго этапа развития системы Argos (Argos-2, также DCS/2) началась в 1998 году, с запуском метеоспутника NOAA-15. Оборудование Argos, установленное на этом аппарате, а также на последующих NOAA-16 — NOAA-18 (запуск в 2001—2005 годах) стало поддерживать 8 одновременно принимаемых сообщений, выделенная полоса расширилась до 80 кГц, что позволило более эффективно распределять её между передатчиками информации и более надёжно разделять информацию от разных платформ на спутнике. Кроме того была увеличена чувствительность приемного оборудования на спутнике, из-за чего стало возможным использование на платформах передатчиков меньшей мощности и, благодаря этому, более длительная их работа в автономном режиме. Способ передачи данных платформами и её скорость не изменились.

### Argos NEXT
На этапе Argos NEXT, ставшим переходным к системе Argos-3, называемой также A-DCS (Advanced Data Collection and location System), появилась возможность не только сбора информации от платформ, но и, при оснащении их трансиверами PMT, передача сообщений на них со скоростью 200 или 400 бит/с. Это позволило обеспечивать контроль состояния платформ, их удаленную настройку и обновление программного обеспечения. В остальном возможности системы не изменились. Ретранслятор Argos NEXT был впервые установлен на запущенном в декабре 2002 года японском метеоспутнике ADEOS II, прекратившем работу в октябре 2003 года. Следующим аппаратом с ретранслятором Argos NEXT стал  европейский метеоспутник MetOp-A, запущенный в 2006 году.

### Argos-3
Ретрансляторы третьего этапа системы (Argos-3 или A-DCS) обеспечивают совместимость с предыдущими версиями, но при этом имеют ряд новых режимов работы. Полоса системы расширена до 110 кГц, кроме передачи данных со скоростью 400 бит/с появился режим со скоростью 4800 бит/с. Количество одновременно обрабатываемых спутником сообщений на низкой скорости увеличилось до 9, на высокой скорости одновременно обрабатывается 3 сообщения. Режим двусторонней передачи стал использоваться не только для контроля платформ, но и для отправки платформам информации об успешном получении сообщений спутником, после чего платформа прекращает передачу, что позволяет экономить энергию и увеличивает время её автономной работы. Кроме того на платформы передаётся информация, позволяющая определять времена прохождения над ней спутника и передавать сообщения только находясь в зоне его радиовидимости, что также продлевает автономное существование платформы. Для определения местоположения платформ, не имеющих данных для передачи, была добавлена возможность генерации ими «пустых» сообщений.
Ретрансляторы Argos-3 были установлены на американском метеоспутнике NOAA-19, запущенном в 2009 году, на европейских MetOp-B и MetOp-C (запуск в 2012 и 2018 годах), и на франко-индийском спутнике SARAL (2013 год).

### Argos-4
На четвёртом этапе развития системы (Argos-4) значительно увеличивается количество наземных станций и работающих на орбите спутников, что позволит сократить ожидание между проходами спутника до 15 минут и ускорить доставку информации от платформ до потребителя. Ретрансляторы Argos-4, имеющие намного меньшие размеры и энергопотребление, чем у предыдущих поколений, размещаются не только в составе полезной нагрузки метеоспутников, но и как основной инструмент на специально создаваемых для этого малых спутниках. В 2018 году была создана компания Kinéis, в задачи которой входит построение орбитальной группировки из двадцати пяти микроспутников с ретрансляторами Argos нового поколения и развёртывание двадцати новых наземных станций. Основателями компании выступили CLS и французское космическое агентство (CNES).
Прототипом для спутников Kinéis был спутник-демонстратор ANGELS (ARGOS Neo on a Generic, Economical and Light Satellite) массой 27 кг, построенный по заказу CNES аэрокосмической компанией Thales Alenia Space и производителем электронного оборудования Hemeria (бывш. Nexeya) и запущенный в 2019 году. Следующими аппаратами с ретрансляторами Argos-4 стали запущенные в 2022 году малый спутник GAzelle на платформе OTB корпорации General Atomics и индийский океанографический Oceansat-3. С июня 2024 года по март 2025 года на орбиту были выведены 25 спутников  группировки Kinéis. Спутники Kinéis используется также для передачи сообщений в системах M2M/IoT и AIS. На европейских метеоспутниках следующего поколения MetOp-SG-B также предполагается установка ретрансляторов Argos-4.
Argos-4 обеспечивает совместимость с Argos-2 и Argos-3 и добавляет новые режимы передачи сообщений. Специально для платформ c передатчиками низкой мощности предназначен режим со скоростью 100 бит/с. Дополнительно вводится режим передачи со скоростью 1200 бит/с. За счёт использования турбо-кодирования при передаче на высоких скоростях (1200 и 4800 бит/с) снижаются требования к мощности передатчиков. Увеличивается количество одновременно обрабатываемых спутником сообщений, полоса для передачи сообщений расширяется до 600 кГц с выделением в ней отдельного участка специально для маломощных передатчиков. В канале передачи от спутников к платформам вводится расширение спектра для увеличения помехозащищённости и надёжности доставки информации.

## Применения системы Argos

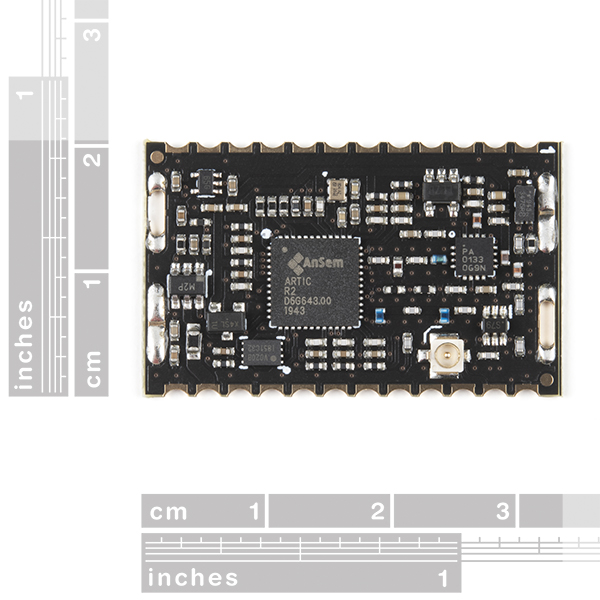
Терминал (передатчик) системы Argos

Система Argos накладывает ряд ограничений на передаваемую с её помощью информацию. Низкая скорость и короткие интервалы времени (порядка 1/8 секунды) выделяемые для передачи сообщения не позволяют передавать большие объёмы данных. Односторонняя передача информации не позволяет обеспечить надёжную связь, возможно только повышение вероятности доставки сообщения за счёт его многократного повторения, информационный обмен может быть нестабильным. Невозможна передача данных в реальном времени, от получения сообщения спутником до доставки его потребителю может проходить от 20 и более минут. Определения местоположения средствами Argos даёт низкую точность, которая может быть увеличена при установке в составе платформы Argos приёмника GPS, однако это усложняет платформу и увеличивает её габариты и энергопотребление.
В тоже время, благодаря малому размеру, низкому энергопотреблению, обеспечивающему месяцы автономной работы, а также невысокой цене, терминалы Argos активно применяются там, где отсутствуют наземные сети связи и требуются длительно используемые средства сбора информации, доступ к которым и их замена невозможны: на дрейфующих морских буях (дрифтерах), для отслеживания перемещений животных (англ. Animal migration tracking). Продолжается применение системы для сбора метеорологической информации, она также используется для мониторинга окружающей среды, для слежения за судами в целях обеспечения безопасности мореплавания и регулирования рыболовного промысла. 

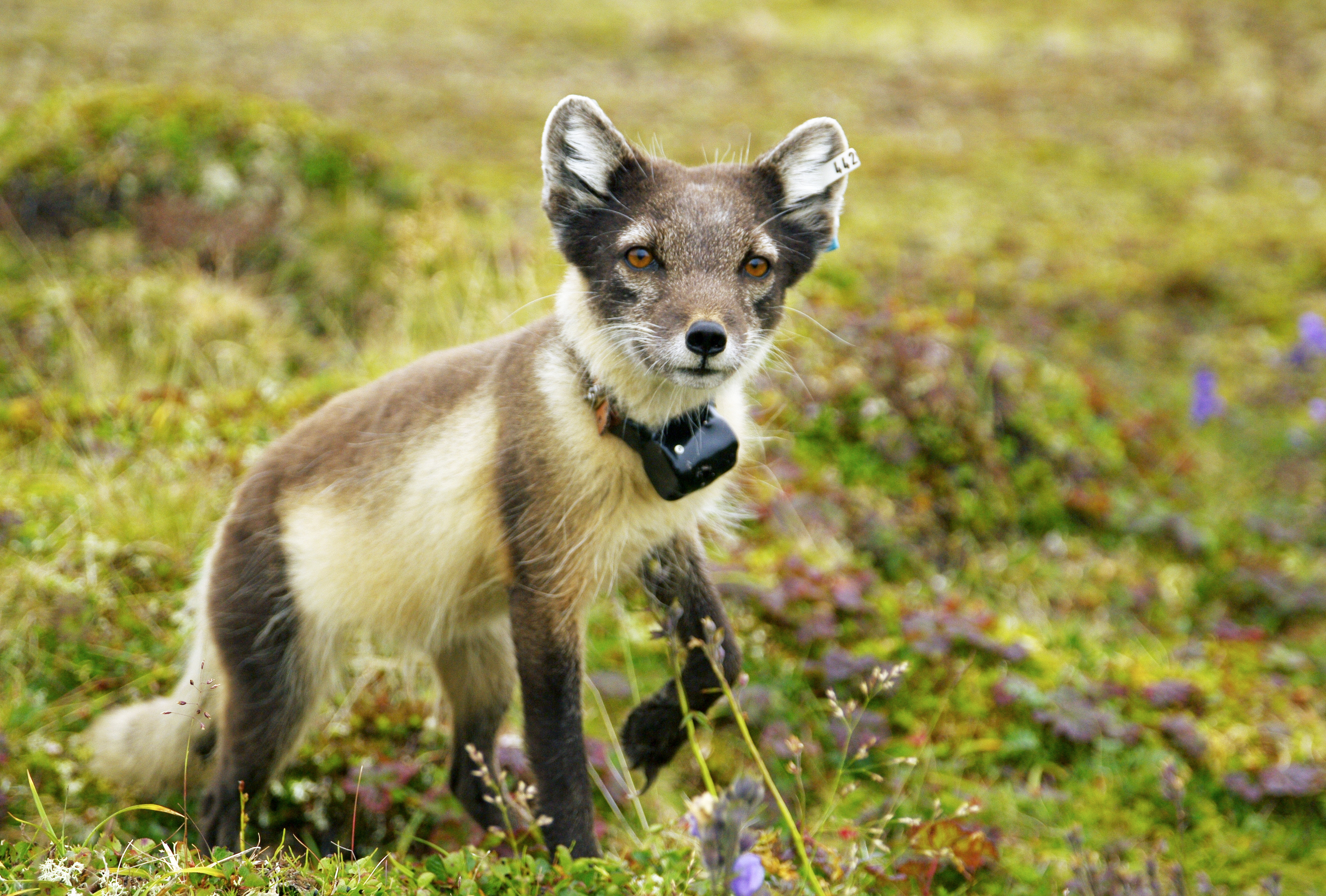
Самка песца со спутниковым передатчиком для изучения её передвижений в зимний период на острове Колгуев

Ежемесячно системой Argos собирается информация более чем с 20 000 платформ, ежедневно — более чем с 10 000, большинство из которых используется для слежения за дикими животными. Масса передатчика, закрепляемого на животном, не должна превышать 2.3% от его массы тела животного, а в случае мелких видов (<50 г) она может быть увеличена до 3.5%. Таким образом, пятиграммовые теги  Argos можно устанавливать на животных, весящих около 200 г, а 22-граммовые передатчики с GPS-приемником — на животных весом ~900 г. .